# Pikeville (Kentucky)
Pikeville város az Amerikai Egyesült Államok Kentucky államában, Pike megyében, melynek megyeszékhelye is. Lakosainak száma 7754 fő (2020. április 1.).

## Népesség
A település népességének változása:

| 2010 | 6 903 |
| 2020 | 7 754 |